# Lâm Tân
Lâm Tân là một xã thuộc thành phố Cần Thơ, Việt Nam.

## Địa lý
Xã Lâm Tân có vị trí địa lý:
- Phía đông giáp xã Gia Hòa và xã Nhu Gia
- Phía tây giáp xã Tân Long
- Phía nam giáp xã Phú Lộc
- Phía bắc giáp xã Mỹ Phước và xã Mỹ Tú.

Xã Lâm Tân có diện tích 90,83 km², dân số năm 2024 là 32.006 người, mật độ dân số đạt 352 người/km².

## Lịch sử
Địa danh "Tuân Tức" có nguồn gốc từ tiếng Khmer, có nghĩa là "dòng nước dịu êm".
Ngày 20 tháng 9 năm 1975, Bộ Chính trị ban hành Nghị quyết số 245-NQ/TW về việc hợp nhất tỉnh Cần Thơ (ngoại trừ huyện Thốt Nốt), tỉnh Sóc Trăng, tỉnh Trà Vinh, tỉnh Vĩnh Long thành một tỉnh, tên gọi tỉnh mới cùng với nơi đặt tỉnh lỵ sẽ do địa phương đề nghị lên.
Ngày 20 tháng 12 năm 1975, Bộ Chính trị ban hành Nghị quyết số 19/NQ về việc hợp nhất tỉnh Cần Thơ (bao gồm cả huyện Thốt Nốt của tỉnh Long Xuyên), tỉnh Sóc Trăng thành một tỉnh mới, tên gọi tỉnh mới cùng với nơi đặt tỉnh lỵ sẽ do địa phương đề nghị lên.
Ngày 24 tháng 2 năm 1976, Chính phủ Cách mạng lâm thời Cộng hòa miền Nam Việt Nam ban hành Nghị định số 3/NQ/1976 về việc hợp nhất tỉnh Cần Thơ, tỉnh Sóc Trăng và thành phố Cần Thơ thành một tỉnh mới, lấy tên là tỉnh Hậu Giang.
Ngày 21 tháng 4 năm 1979, Hội đồng Chính phủ ban hành Quyết định số 174-CP về việc chia xã Tuân Tức thuộc huyện Thạnh Trị thành xã Tuân Tức và xã Thạnh Cường.
Ngày 7 tháng 7 năm 1982, Hội đồng Bộ trưởng ban hành Quyết định số 111-HĐBT về việc:
- Chia xã Lâm Kiết thuộc huyện Thạnh Trị thành xã Lâm Kiết và xã Lâm Tân.

Ngày 16 tháng 9 năm 1989, Hội đồng Bộ trưởng ban hành Quyết định số 128-HĐBT về việc sáp nhập xã Thạnh Cường vào xã Tuân Tức.
Sau khi phân vạch địa giới hành chính:
- Xã Lâm Kiết có 2.381,73 ha diện tích tự nhiên và 6.295 nhân khẩu.
- Xã Lâm Tân có 3.618,27 ha diện tích tự nhiên và 5.492 nhân khẩu.
- Xã Tuân Tức có 2.883,53 ha diện tích tự nhiên và 6.607 nhân khẩu.[10]

Ngày 26 tháng 12 năm 1991, Quốc hội ban hành Nghị quyết về việc chia tỉnh Hậu Giang thành tỉnh Cần Thơ và tỉnh Sóc Trăng.
Ngày 31 tháng 10 năm 2003, Nghị định số 127/2003/NĐ-CP về việc:
- Thành lập huyện Ngã Năm thuộc tỉnh Sóc Trăng.
- Các xã Lâm Kiết, Lâm Tân, Tuân Tức thuộc huyện Thạnh Trị.

Ngày 26 tháng 11 năm 2003, Quốc hội ban hành Nghị quyết số 22/2003/QH11 về việc chia tỉnh Cần Thơ thành thành phố Cần Thơ trực thuộc trung ương và tỉnh Hậu Giang.
Tính đến ngày 31/12/2024:
- Xã Lâm Kiết có 6 ấp: Kiết Bình, Kiết Hòa, Kiết Lợi, Kiết Thắng, Kiết Thống, Trà Do.
- Xã Lâm Tân có 7 ấp: Kiết Lập A, Kiết Lập B, Kiết Nhất A, Kiết Nhất B, Tân Lộc, Tân Nghĩa, Trung Nhất.
- Xã Tuân Tức có 5 ấp: Tân Định, Trung Bình, Trung Hòa, Trung Thành, Trung Thống.

Ngày 12 tháng 6 năm 2025, Quốc hội ban hành Nghị quyết số 202/2025/QH15 về việc sắp xếp đơn vị hành chính cấp tỉnh (nghị quyết có hiệu lực từ ngày 12 tháng 6 năm 2025). Theo đó, sáp nhập tỉnh Hậu Giang và tỉnh Sóc Trăng vào thành phố Cần Thơ.
Ngày 16 tháng 6 năm 2025, Ủy ban Thường vụ Quốc hội ban hành Nghị quyết số 1668/NQ-UBTVQH15 về việc sắp xếp các đơn vị hành chính cấp xã của thành phố Cần Thơ năm 2025 (nghị quyết có hiệu lực từ ngày 16 tháng 6 năm 2025). Theo đó, sáp nhập toàn bộ 18,54 km² diện tích tự nhiên, quy mô dân số là 8.609 người của xã Lâm Kiết và toàn bộ 30,75 km² diện tích tự nhiên, quy mô dân số là 11.997 người của xã Tuân Tức vào toàn bộ 41,54 km² diện tích tự nhiên, quy mô dân số là 11.400 người của xã Lâm Tân thuộc huyện Thạnh Trị, tỉnh Sóc Trăng.
Xã Lâm Tân có 90,83 km² diện tích tự nhiên và quy mô dân số là 32.006 người.